# Atelier Nawak
L'Atelier des Nawak était un groupe d'auteurs de bande dessinée travaillant dans un même lieu au 44 rue Quincampoix à Paris, à partir de 1992. Cette expérience sera suivie de l'Atelier des Vosges (1995).

## Présentation
Parmi les auteurs de l'Atelier Nawak, on trouve Lewis Trondheim, Brigitte Findakly (coloriste), Dominique Hérody, Karim, Laurent Vicomte, Thierry Robin, puis avec le départ de certains, l'arrivée d'autres comme Jean-Pierre Duffour, David B., Jean-Christophe Menu, Jean-Yves Duhoo, Tronchet, Christophe Blain, Joann Sfar, Emmanuel Guibert, Émile Bravo.
Il ne s'agit pas d'un collectif structuré (sur le plan juridique ou associatif) ; ces auteurs travaillent souvent les uns avec les autres et apparaissent tous plus ou moins appartenir à la mouvance appelée « nouvelle bande dessinée ».